# Nikolaj Ivanovič Andrusov
Nikolaj Ivanovič Andrusov (Odessa, 1861 – Praga, 1928) è stato un paleontologo e geologo russo.
Insegnò a Tartu e Kiev e dal 1914 fu membro dell'Accademia russa delle scienze. Da lui prende nome la Dorsa Andrusov.